# Idaea rhipidura
Idaea rhipidura är en fjärilsart som beskrevs av Edward Meyrick 1889. Idaea rhipidura ingår i släktet Idaea och familjen mätare. Inga underarter finns listade i Catalogue of Life.